# Tanjung Pisang
Tanjung Pisang is een bestuurslaag in het regentschap Kuantan Singingi van de provincie Riau, Indonesië. Tanjung Pisang telt 130 inwoners (volkstelling 2010).